# Бошани
Бошани (словац. Bošany) — село, громада округу Партизанське, Тренчинський край. Кадастрова площа громади — 14.39 км².
Населення 4094 особи (станом на 31 грудня 2020 року).

## Історія
Бошани згадуються 1183 року.

## Населення
| Рік:            | 1994. | 2004.   | 2014.   | 2024.   |
| --------------- | ----- | ------- | ------- | ------- |
| Кількість осіб: | 4281  | 4298    | 4104    | 3989    |
| Різниця:        |       | +0,39 % | -4,51 % | -2,80 % |

| Рік:            | 2023. | 2024.   |
| --------------- | ----- | ------- |
| Кількість осіб: | 3985  | 3989    |
| Різниця:        |       | +0,10 % |